# Basílica de Santa Eulàlia
La basílica de Santa Eulalia, també coneguda com a Basílica martirial de Santa Eulalia de Mèrida és un edifici religiós a la ciutat de Mèrida, considerat un nucli molt important del paleocristianisme en la península Ibèrica. Forma part del lloc Patrimoni de la Humanitat «Conjunt arqueològic de Mèrida», amb el codi identificatiu 664-009.

## Història
Va ser el primer un dels primers temples cristians erigit a Mèrida després de l'Edicte de Milà de l'Emperador Constantí; aquesta església va ser, per tant, edificada com a basílica martirial en memòria de santa Eulàlia de Mèrida. Per això, es va convertir, durant el començament de l'edat mitjana, en lloc de peregrinacions que arribaven des d'Europa Occidental i el nord d'Àfrica. Al mateix temps, la notícia del martiri de la seva titular es va divulgar per tot l'Imperi Romà i amb les seves relíquies es van erigir nombroses esglésies especialment a l'Europa occidental.
Al seu torn la història d'aquest temple s'emmarca en la història de l'arquebisbat de Mèrida-Badajoz en la seva singular relació amb els papes; a més, aquesta església, martyrium o basílica des del segle xiii, reerigida llavors per l'orde de Sant Jaume com la seva església capitular, fins a les darreries del segle xix va formar part del Patrimoni Petri, és a dir el Patrimoni del Vaticà.
Construïda extramurs de la ciutat antiga, és una bella construcció aixecada originalment el segle iv, sobre el túmul funerari de Santa Eulàlia i en els voltants del lloc on, segons la tradició, va ser immolada la nena màrtir. Temple famós en la cristiandat, pel martiri d'Eulàlia, va ser de seguida enriquit pels bisbes i arquebisbes de Mèrida, però també s'hi van deixar sentir els embats consegüents a la conquesta omeia d'Hispània. Dels rics marbres i paviments de mosaics, dels daurats cassetonats que lloava el poeta Aureli Prudenci no en queda res.
El temple actual es va aixecar el segle xiii, sobre la mateixa planta de la basílica original, tot reutilitzant alguns materials, després de la conquesta de Mèrida per Alfons IX.

## Arquitectura

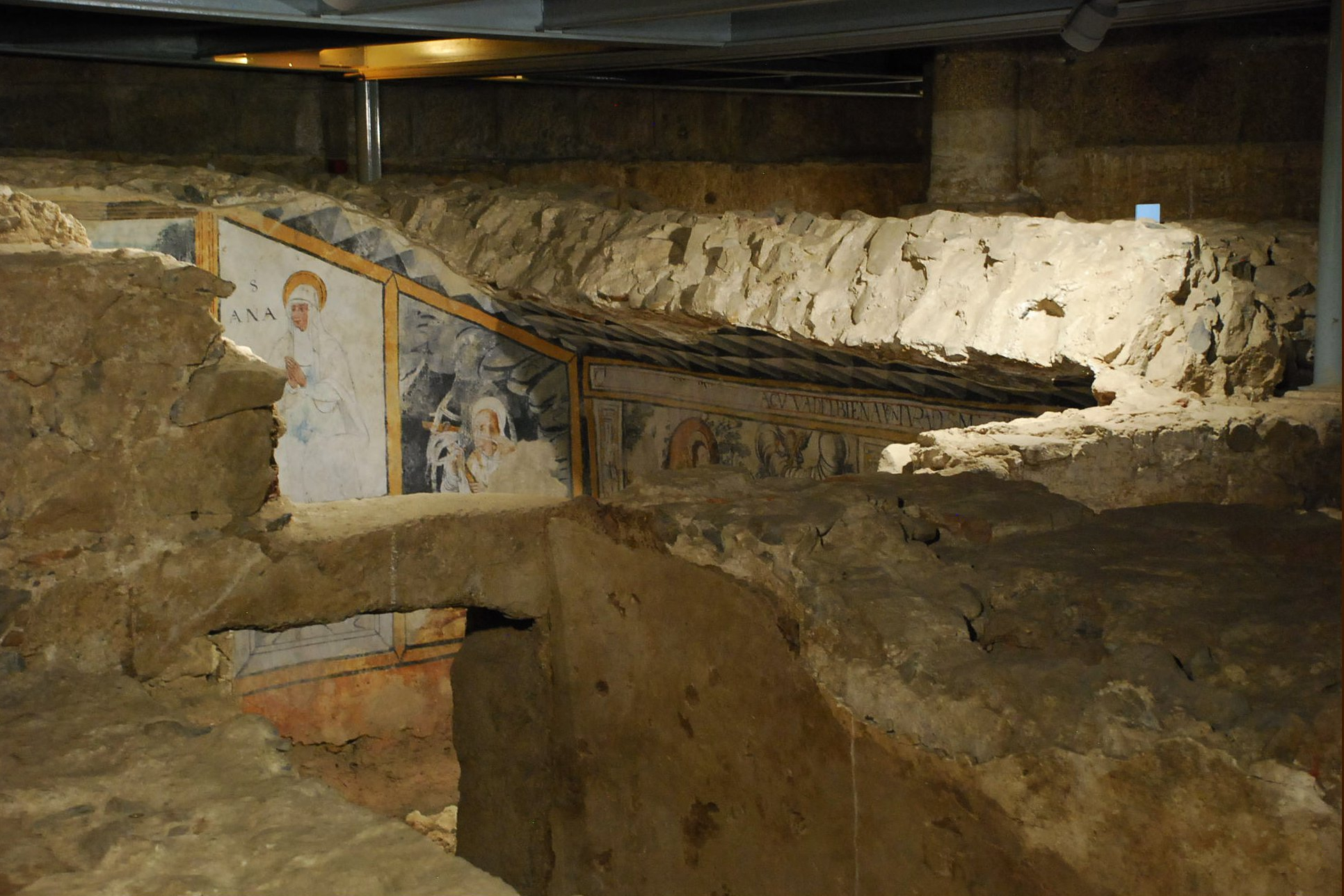
Cripta de l'església paleocristiana de Santa Eulalia de Mèrida

La basílica, a banda de la seva rellevància religiosa, resulta ser l'única construcció netament medieval que hi ha a la capital extremenya. Destaquen les capelles laterals a l'altar major i la porta dreta de la façana, d'estil romànic, poc freqüent a Extremadura i en el qual ja comencen a notar-se influències del gòtic. A l'interior destaca el cassetonat que cobreix les seves voltes i els capitells i columnes, alguns dels quals procedeixen del temple visigot.
Les excavacions realitzades en el subsòl de la basílica des de 1990 van treure a la llum l'impressionant recinte subterrani, avui visitable. En aquesta cripta, on hi han aparegut importants restes romanes i visigodes, destaquen els vestigis del primer túmul funerari o mausoleu martirial de Santa Eulàlia, tardoromà, sobre el qual i al voltant del qual es va edificar la grandiosa basílica visigòtica; el seu frontal superior s'ha salvat de totes les demolicions i segueix tancant l'absis de l'altar major.
Al segle iv es va establir una necròpoli cristiana en la qual es va aixecar un edifici tumulus en memòria de santa Eulàlia de Mèrida que suposaria l'embrió de la basílica erigida el segle v.
En l'atri de la basílica es conserva el famós «Hornito», la fita popular més destacada de la ciutat per la seva relació amb el culte a la màrtir Eulàlia. Segons la tradició, s'aixeca sobre el lloc en el qual sofrí martiri la jove de Mèrida. En realitat, es tracta d'una capella votiva erigida perquè els pelegrins poguessin orar davant la santa a qualsevol hora del dia sense necessitat d'accedir a l'interior del recinte basilical. Segons indica l'arc apuntat que serveix de portada a la capella, l'edifici és d'origen gòtic, si bé s'hauria decorat el segle xvii adoptant una fesomia plenament barroca.